# Tankoubon
Tankoubon (単行本 bogst. Enkeltbog) eller Tankobon er et japansk begreb for en bog, der er afsluttet i sig selv, og som ikke er en del af en serie. I nutidens Japan bruges det dog mest om enkelte bind af en manga i modsætning til magasiner (雑誌 zasshi), der indeholder mange serier. Bredt betegner tankoubon imidlertid enhver tænkelig form for indbundne værker, lige fra paperbacks over billedbøger og bøger om økonomi og skønhedstip til kataloger. Trods denne bredde er begrebet imidlertid mere specifikt end hon, der ganske vist er ordet for bog, men som også dækker over serier af sådanne, som f.eks. leksika
Til tankoubon hører dog ikke begreberne Bunkobon (文庫本), der typisk bruges om romaner, Shinsho (新書), der typisk bruges om informative bøger og lærerbøger, og Mook (ムック Mukku, portmanteau af magazine og book), der er udgaver i stort format med mange fotografier, så længe disse udgives som del af en serie.
Der er ingen faste regler for størrelsen på en tankoubon, så selv miniaturebøger (豆本 mamehon, bogst. mindstebog) og bøger med format som skriveark er omfattede. For bøger med usædvanlige formater benyttes dog ofte specifikke fagudtryk.

## Manga
Manga offentliggøres normalt i magasiner, der typisk udkommer hver uge eller måned, som f.eks. Afternoon, Weekly Shounen Jump og Hana to Yume. De er på størrelse med telefonbøger og består af hundreder af sider fyldt med historier af forskellige mangaka. De trykkes typisk på billigt avispapir, og de enkelte udgaver ses som noget, der bare bruges og smides væk. Efterfølgende bliver kapitlerne fra de enkelte serier imidlertid ofte samlet og udgivet som indbundne tankoubon i paperback-format. Her bruges som regel bedre papir, hvilket også fører til en bedre kvalitet.
I Japan trykkes tankoubon typisk i formater svarende til papirformaterne JB6 (12,8 x 18,2 cm) og ISO A5 (14,8 x 21 cm). Ved oversættelser benytter nogle forlag andre formater, om end mange amerikanske forlag benytter "Tokyopop size" (ca. 12,7 x 19,1 cm), som forlaget Tokyopop oprindelig introducerede som et kompromis mellem JB6 og A5.

## Specielle formater

### Aizouban
En aizouban (愛蔵版 bogst. liebhaverudgave) er samlerudgaven af en udgivelse. Disse udgaver er dyrere og forsynet med særligt udstyr. Således laves bogbindet ofte specielt for denne udgave og for det meste på specielt papir. Papirkvaliteten er i reglen højere end ved en almindelig tankoubon. Derudover vil der være andre ekstra ting af enhver tænkelig art. Da aizouban som regel kun trykkes i begrænset oplag, stiger deres værdi og interesse for samlere ofte. Det er dog kun de mest populære manga, hvor der bliver lavet sådanne udgaver. Tilsvarende er det kun få af disse udgaver, der er blevet udgivet udenfor Japan, som f.eks. Fruits Basket og Kenshin.

### Kanzenban
Begrebet Kanzenban (完全版 bogst. fuldstændig udgave) dækker ligeledes over særlige udgaver men lægger vægt på deres fuldstændighed, hvor aizouban lægger vægt på deres værdi. Kanzenban trykkes generelt i A5-format (14,8 x 21 cm) og vil typisk medtage forsider fra de enkelte kapitler, farvesider og sidehistorier fra de oprindelige offentliggørelser i magasinerne, ting der ofte undlades eller ændres til sort/hvid ved almindelige tankoubon-udgivelser.

### Soushuuhen
Soushuuhen (総集編 bogst. komplet samling) er et relativt nyt format, der introduceredes af Shueisha i 2008. Soushuuhen er i B5-format (17,6 x 25 cm), indeholder som kanzenban kapitelforsider og farvesider men har også forskelligt ekstramateriale som plakater og interviews. Hovedparten af soushuuhen er for populære mangaer med løbende udgivelser så som Naruto og One Piece. De har også mange flere sider pr. bind end ved almindelige tankoubon og omfatter derved flere kapitler i færre bind. Den første del af Naruto blev således udgivet i 27 tankoubon-bind men kun otte soushuuhen-bind.

### Bunkoban
En bunkoban (文庫版 Bunko-udgave), kort bunko, har normalt samme størrelse som en japansk roman (bunkobon), typisk A6-format (10,5 x 14,8 cm). De er tykkere end tankoubon, og hvis det er manga, får de som regel en ny specielt lavet indbinding. Ved manga har en bunkoban som oftest markant flere sider end en tankoubon og bruges som regel til genudgivelser af titler, hvor de oprindelige udgivelser som tankoubon måske eller måske ikke er udsolgte. Følgen er at en bunkoban-udgave af en given serie vil bestå af færre bind. F.eks. blev Please Save My Earth først udgivet i 21 tankoubon-bind og siden genudgivet i 12 bunkoban-bind. Hvis mangaen oprindelig blev udgivet som wideban, vil bunkoban-udgivelsen dog som regel være i samme antal bind.

### Wideban
Wideban (ワイド版 Waidoban, bogst. bred udgave) bruges om udgaver, der er større (typisk A5-format) end en normal tankoubon. Mange mangaer, især indenfor demografierne seinen og josei, udgives som wideban efter offentliggørelse i magasiner og udgives aldrig som tankoubon, der ellers er det almindelige for shounen og shoujo. Når en serie, der oprindelig blev udgivet som tankoubon, genudgives som wideban, vil hvert bind have flere sider end i den oprindelige udgave, og serien vil derfor bestå af færre bind. F.eks. blev Maison Ikkoku oprindelig udgivet i 15 tankoubon-bind men genudgivet i 10 wideban-bind.

### Shinsouban
Shinsouban (新装版) er nye udgaver, der typisk er blevet forsynet med nye indbindinger, nye farvesider og andet ekstra. Da Sailor Moon f.eks. blev genudgivet i 2002, blev nogle sider fuldstændig gentegnede, og det meste af dialogen genskreven. Desuden blev kapitlerne omfordelt, så det passede med 12 bind i stedet for 18.